# Missionary: Impossible
«Missionary: Impossible» (с англ. — «Миссионер Невыполним») — пятнадцатый эпизод одиннадцатого сезона мультсериала «Симпсоны». Впервые вышел в эфир 20 февраля 2000 года.

## Сюжет
Гомер делает анонимное пожертвование одному сериалу размером в десять тысяч долларов, но продюсеры его разоблачают и приезжают к Вечнозелёному Бульвару за деньгами. Он сознаётся, что у него нет денег, и тогда продюсеры сериала решают его избить за ложь. Симпсон убегает от разъярённой толпы в церковь, где просит помощи у Преподобного Лавджоя. Тот посылает Гомера на один из островов Тихого Океана в качестве миссионера. Естественно, Гомер ничего не знает о миссионерстве и приносит аборигенам свои порядки — казино, алкоголь и прочее. Это развращает население острова, и Симпсон решает искупить свою вину, построив настоящую церковь. Но с помощью колокола он будит вулкан. Гомер чуть не погибает, но тут серия внезапно заканчивается. Чтобы узнать продолжение истории, продюсеры того же сериала, в который хотел вложиться Гомер, говорят, что надо заплатить. На сей раз деньги в сериал вкладывает Барт, повторив ошибку своего отца.